# Boholiubî, Luțk
Boholiubî (în ucraineană Боголюби) este localitatea de reședință a comunei Boholiubî din raionul Luțk, regiunea Volînia, Ucraina.

## Demografie
Componența lingvistică a localității Boholiubî
     Ucraineană (98,59%)
     Rusă (1,41%)
Conform recensământului din 2001, majoritatea populației localității Boholiubî era vorbitoare de ucraineană (98,59%), existând în minoritate și vorbitori de rusă (1,41%).